# Nutria.ai
Otter.ai es una empresa estadounidense de software de transcripción con sede en Mountain View. La empresa desarrolla aplicaciones de transcripción de voz a texto utilizando inteligencia artificial (IA) y aprendizaje automático. Su software, llamado Otter, muestra subtítulos para hablantes en vivo y genera transcripciones escritas del discurso. 

## Historia
Fue fundada como AISense en 2016 por Sam Liang y Yun Fu, dos ingenieros informáticos con una larga trayectoria trabajando con inteligencia artificial.  
En 2018, la empresa anunció una asociación con Zoom Video Communications para transcribir reuniones de video posteriores a la conferencia.  En marzo, la compañía presentó su primera aplicación de traducción de voz Otter en el Congreso Mundial de Móviles. 
En octubre, la empresa lanzó Otter for Education (Otter para la educación), una herramienta para tomar notas diseñada para estudiantes. En marzo de 2019, la empresa lanzó Otter for Teams (Otter para equipos), un producto de transcripción y almacenamiento para empresas. 

## Tecnología
Su tecnología combina un aprendizaje automático profundo, para desarrollar la tecnología de transcripción de voz, utilizando millones de horas de grabaciones de audio, que fueron analizadas para entrenar el software y mejorar las capacidades de transcripción. La empresa afirma que utiliza algoritmos propietarios para rastrear la web en busca de estos segmentos de audio utilizables.  

### Piloto
En 2023, lanzó el asistente de reuniones OtterPilot, que automatiza las reuniones, con un resumen generado por IA de los temas clave de la reunión, captura imágenes de diapositivas compartidas y realiza notas de reuniones en tiempo real que se pueden compartir y colaborar. Incluye Otter Assistant, que puede unirse a reuniones en el calendario de un usuario y transcribir conversaciones. 

## Privacidad y seguridad
En marzo de 2018, se informó problemas con su política de privacidad, el sitio de noticias tecnológicas ZDNet señaló que la empresa podía acceder a grabaciones y transcripciones cargadas. En respuesta Otter.ai actualizó su política y declaró que solo el director de tecnología de la empresa permitiría el acceso a las transcripciones en respuesta a una "solicitud legítima del usuario". 
En 2022, Político destacó más preocupaciones sobre las prácticas de privacidad de Otter.ai después de que la empresa consultara al periodista Phelim Kine  sobre el propósito de una reunión transcrita a través de Otter.ai, que involucraba una discusión con Mustafa Aksu, un defensor de los derechos humanos uigur. Kine informó haber recibido una encuesta inusual de Otter.ai que hacía referencia al título de la entrevista, lo que generó temores de una posible vigilancia o fuga de datos. Aunque Otter.ai confirmó la legitimidad de la encuesta, luego se retractó de esa declaración y le aconsejó a Kine que la ignorara. 

## Recepción
En 2018 Mashable y la publicación tecnológica Fast Company nombraron a Otter como una de las mejores aplicaciones de 2018.  